# Colpochila obesa
Colpochila obesa är en skalbaggsart som beskrevs av Jean Baptiste Boisduval 1835. Colpochila obesa ingår i släktet Colpochila och familjen Melolonthidae. Inga underarter finns listade i Catalogue of Life.